# Прохор Пшинський
Прохор Пшинский (серб. Прохор Пчински, місцевість Овче Поле, північна Македонія — 14 вересня 1067, Сербія) — сербський, македонський та болгарський святий, преподобний, монах та аскет-подвижник, один з перших послідовників болгарського Святого Івана Рильського.
Преподобний Прохор Пшинський був подвижником у Вранській пустелі на ріці Пшині (поблизу м. Враня в південній Сербії), де заснував обитель. Відомий як один із найстрогіших подвижників чернечого життя. Представився в кінці Х століття. Від мощей преподобного звершувалися чуда. За сербськой літописом, благочестивий сербський король Мілютин (1276—1320) побудував храм на честь преподобного Прохора.
День пам'яті: 28 січня (15 січня за західним календарем).